# Меджитов, Руслан Максутович
Русла́н Максу́тович Меджи́тов (англ. Ruslan M. Medzhitov; род. 12 марта 1966, Ташкент) — американский иммунобиолог узбекско-российского происхождения. Стерлингский профессор Йельского университета, член Национальных Академии наук (2010) и Медицинской академии (2013) США, иностранный член РАН (2016). Первооткрыватель Толл-подобных рецепторов позвоночных.

## Биография

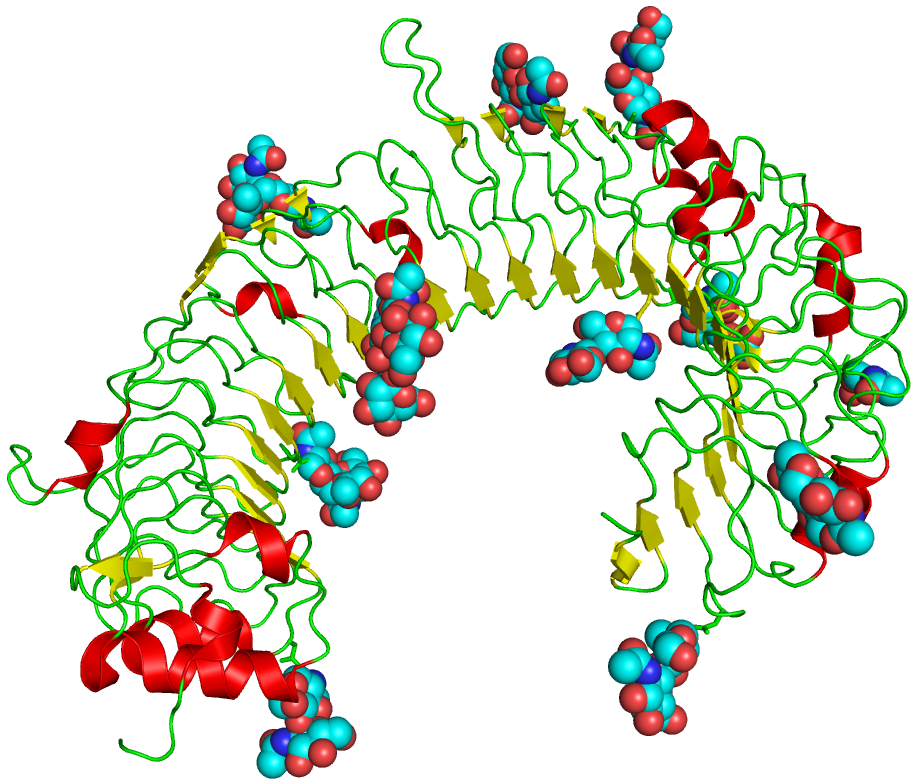
Изогнутый повтор толл-подобного рецептора TLR3, богатый остатками лейцина

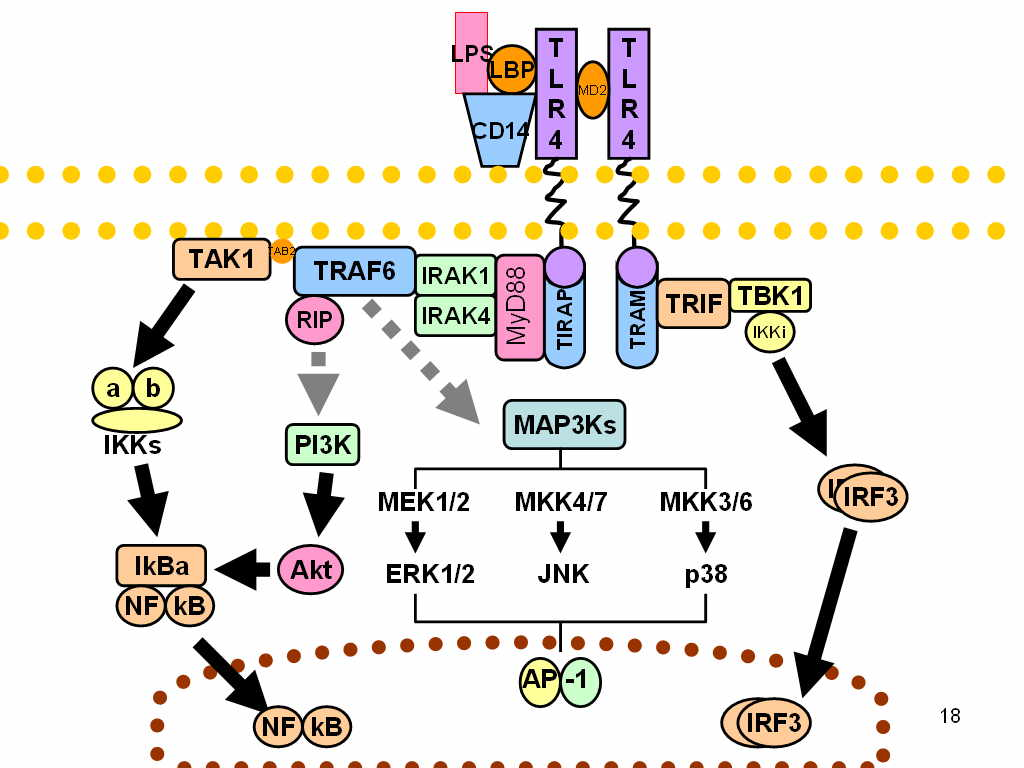
Схема распознавания липополисахарида рецепторным комплексом CD14/TLR4/MD2.

Окончил Ташкентский государственный университет, аспирантуру Московского государственного университета и защитил диссертацию по биохимии (1993).
В 1992 году прочитал статью Ч. Джейнуэя о гипотетическом триггере, запускающем врождённый иммунитет. Аспирант без специального иммунологического образования понял, что необходимо было найти паттерн-распознающие рецепторы, и был полон решимости это сделать. Он написал Джейнуэю о своём желании работать над этой темой, однако тот далеко не сразу принял его в свою лабораторию.
В 1993 году по кратковременному проекту работал под руководством Р. Дулитла в Калифорнийском университете в Сан-Диего.
Вернувшись в Россию, Меджитов продолжил общение с Джейнуэем, и в 1994 году он взял Руслана постдоком в Йельский университет.
В 1997 году Р. Меджитов и Ч. Джейнуэй показали что у людей существует Толл-подобный рецептор (названный впоследствии TLR4), активирующий гены, необходимые для иммунного ответа.
27 апреля 2010 года был избран в Национальную академию наук США и стал одним из самых молодых академиков.
В 2011 году журнал Форбс (Forbes) опубликовал рейтинг 50-ти россиян, «завоевавших мир». В него вошли учёные, бизнесмены, деятели культуры и спорта, интегрировавшиеся в мировое сообщество и добившиеся успеха за пределами России. Меджитов был включен в рейтинг Forbes 10 известнейших учёных российского происхождения. В этот рейтинг также попали нобелевские лауреаты, физики А. Гейм и К. Новоселов, математик Г. Перельман.
15 мая 2012 года Руслану Меджитову вручили диплом и медаль Почётного профессора Московского государственного университета, где он регулярно читает свои лекции.
В настоящее время Р. Меджитов — профессор в Школе медицины Йельского университета, стерлингский профессор. Член Американской академии искусств и наук (2022).
Жена — Акико Ивасаки (род. 1970), профессор отделения иммунобиологии Йельского университета.

## Награды и отличия
- 2000 — Searle Scholars Award[англ.][13]
- 2003 — Премия Вильяма Коли за выдающееся исследование в общей иммунологии и иммунологии опухолевого роста[14]
- 2004 — Senior Scholar Award in Global Infectious Disease, Ellison Medical Foundation
- 2004 — American Association of Immunologists — BD Biosciences Investigator Award as an early career investigator who has made outstanding contributions to the field of immunology
- 2004 — Премия Эмиля фон Беринга[нем.] Марбургского университета
- 2007 — Премия Блаватника для молодых учёных, Нью-Йоркская академия наук
- 2008 — Howard Taylor Ricketts Award[нем.] Чикагского университета
- 2009 — Премия Розенстила (совместно с Жюлем Офманом)
- 2011 — Премия Шао в области медицины[15][16]
- 2013 — Else-Kröner-Fresenius-Award[нем.][17]
- 2013 — Lurie Prize in Biomedical Sciences[англ.] (первый удостоенный)[18]
- 2013 — Vilcek Prize[англ.] в области биомедицинских наук одноимённого фонда (совместно с Р. Э. Флейвеллом)[19]
- 2019 — Премия Диксона по медицине
- 2024 — Медаль Джесси Стивенсон-Коваленко